# H7N4
H7N4는 조류 독감 바이러스라고도 부르는 인플루엔자바이러스 A형의 아형 중 하나이다.
H7N4의 고병원성 변종은 1997년 호주 뉴사우스웨일스에서 닭 농가에서 크지 않은 독감 유행을 발생시켰다.
2018년 2월 14일, 중화인민공화국 국가위생계획생육위원회(National Health and Family Planning Commission, NHFPC)는 홍콩 건강보호센터(Centre for Health Protection)에 장쑤성 창저우에 거주하는 68세 여성 환자가 2017년 크리스마스에 H7N4에 의한 증상을 보였다고 알렸다. NHFPC에 따르면 해당 환자는 2018년 1월 1일 병원에 입원해 1월 22일 퇴원했다. 그녀는 증상이 나타나기 전에 살아있는 가금류와 접촉한 적이 있었다. 그녀와 밀접 접촉했던 모든 사람들은 의료 감시 기간 동안 아무 증상이 나타나지 않았다.